# Douglas Huebler
Douglas Huebler (27 de octubre de 1924, Míchigan, Estados Unidos—12 de julio de 1997, Cabo Cod, Massachusetts, Estados Unidos) fue un artista conceptual, con una larga trayectoria e influencia en grandes generaciones de artistas del siglo xx.

## Biografía
La carrera académica de Huebler se extendió durante más de cuarenta años. Fue profesor de arte en el Bradford College, en Massachusetts y en Harvard. Huebler se desempeñó como decano de la escuela de arte en el Instituto de Artes de California desde 1976 a 1988, donde influyó a una generación de artistas como Mike Kelley y Christopher Williams. En 1989 se retiró a Cape Cod, Massachusetts, ciudad en la que falleció en 1997.

## Obras

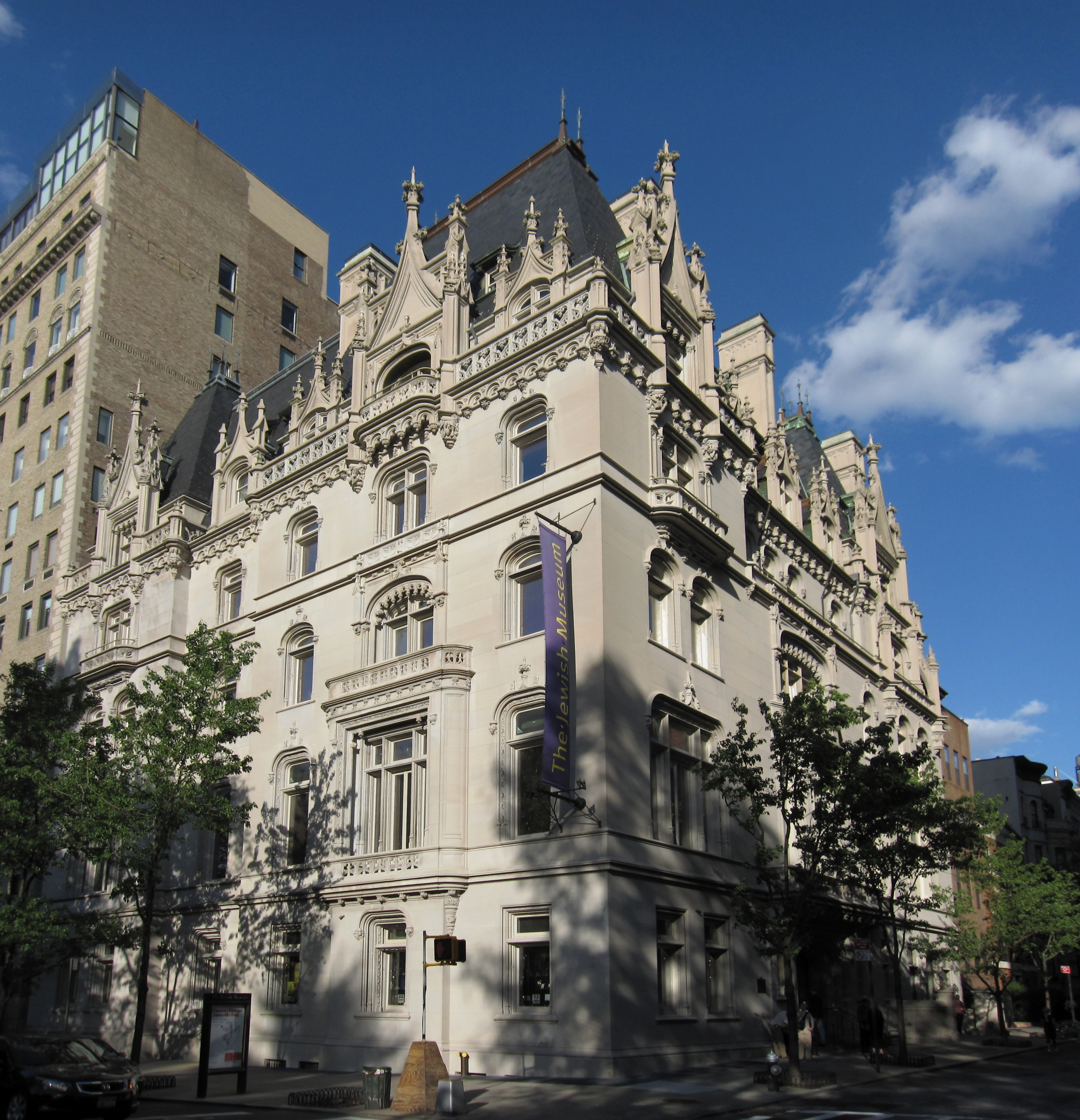
El Museo Judío de Nueva York.

Douglas Huebler fue el primer minimalista en participar en las estructuras primarias de exposición en el Museo Judío de Nueva York en 1966. Huebler abandonó la pintura y la escultura en 1968 y produjo obras en diversas formas, especialmente la fotografía documental.
En su obra El paralelo 42 (1968), por ejemplo,  consta de artículos con lugares situados en el paralelo 42 en Estados Unidos. La dimensión conceptual es considerar el concepto más importante que el trabajo.
En 1969 realiza una serie de diez fotografías en el Central Park, donde cada imagen corresponde a un momento en que Huebler escuchó el grito de un pájaro.
En la década de 1980, Huebler regresa a la pintura figurativa. Una retrospectiva se celebró en el FRAC Limousin en 1992 y en el Palais des Beaux-Arts de Bruselas de 1996 a 1997.